# Paul Sarkisian
Paul Sarkisian (* 1928 in Chicago, Illinois, USA; † 29. Juli 2019) war ein US-amerikanischer zeitgenössischer Maler und wichtiger Vertreter des Fotorealismus.

## Leben und Werk
Paul Sarkisian studierte am Art Institute of Chicago, am Otis Art Institute in Los Angeles und in Mexiko-Stadt.
Sarkisian ist am meisten für seine monumentalen fotorealistischen Gemälde bekannt. Er vollzog allerdings in seiner künstlerischen Entwicklung mehrere stilistische Veränderungen, über mystische Fetisch-Kunst in den 1970er Jahren bis hin zu einer fast gegensätzlichen malerischen Ausdrucksweise, einem post-minimalistischen Ansatz in seinem Spätwerk. Er arbeitete auch mit Collagen aus unterschiedlichen Materialien, Formen und Farben.
Paul Sarkisian war mit einem riesigen, über 4 Meter hohen und über 8 Meter langen Bild Teilnehmer der Documenta 5 in Kassel im Jahr 1972 in der bahnbrechenden Abteilung Realismus. Er hat bis zum heutigen Tag weltweit Ausstellungen in den bedeutenden Museen und Galerien.
Zu den Orten einer umfangreichen Liste von Einzelausstellungen gehören unter anderem das ARCO Center for Visual Arts in Los Angeles; das Contemporary Arts Museum Houston, Houston, Texas; das Museum of Contemporary Art in Los Angeles; das Santa Barbara Museum of Art, die Corcoran Gallery of Art in Washington, D.C. und 2005 im SITE Santa Fe.